# Anna Karlsdotter
Anna Karlsdotter, née Vinstorpa, est une noble et propriétaire terrienne suédoise morte en 1552. 
Par sa fille Ebba Eriksdotter Vasa, elle est la grand-mère maternelle de la reine Margaret Leijonhufvud et donc l'arrière-grand-mère du roi Jean III de Suède et du roi Charles IX de Suède. On se souvient d'elle comme l'une des personnes possibles identifiées plus tard dans la célèbre légende de Pintorpafrun (en).

## Biographie
Anna Karlsdotter est la fille du noble riksråd Karl Bengtsson (1454-1495) de la famille Vinstorpa et de Katarina « Karin » Lagesdotter Sparre (décédée en 1493), et sœur du chevalier et riksråd Örjan Karlsson (décédé en 1500).
En 1488, elle épouse le seigneur riksråd Erik Karlsson Vasa de Stäkeholm et Rumlaborg, cousin d' Erik Johansson Vasa, père de Gustav Ier de Suède . Elle devient veuve lorsque son mari est abattu en 1491 pour avoir harcelé un prêtre. En 1492, elle se remarie avec Erik Eriksson Gyllenstierna le Jeune, lynché en 1502 pour avoir capitulé devant les Danois à Älvsborg. Elle a de nombreux enfants, parmi lesquels Ebba Eriksdotter Vasa et Margareta von Melen .
À la mort de son frère sans enfant, elle devient la dernière descendante de la famille Vinstorpa III, et l'héritière des domaines familiaux. Après avoir été veuve une seconde fois, elle achète le manoir Pinntorp à Sudermannia en 1508, et consacre le reste de sa vie à la gestion de ses domaines. En plus des domaines dont elle hérite, elle agrandit ses terres en acquérant de plus en plus de terres dans le Västergötland sur une période de près de cinquante ans, et devient une propriétaire foncière très importante, riche et réputée. En 1520, par exemple, son gendre lui emprunte de l'argent pour pouvoir loger sa fille Ebba et leurs enfants à l'abbaye de Västerås pendant qu'il assiste au couronnement à Stockholm, ce qui les sauve du bain de sang de Stockholm. Lors du mariage de sa petite-fille Margaret Leijonhufvud avec le roi en 1536, elle en profite comme tous les parents de Margaret et obtient des terres et des privilèges tels que le droit à certaines taxes et amendes du roi. 
En tant que propriétaire terrienne, Anna Karlsdotter est désignée comme l'une des personnes possibles identifiées comme Pintorpafrun (« La Dame de Pintorp »). Il s'agit d'un conte suédois dans lequel une cruelle dame tourmente la vie des domestiques et des fermiers. Cette histoire est la plus célèbre de toutes les légendes suédoises sur les fantômes, les dames blanches et les épouses noires qui hantent les châteaux et les manoirs. Bien qu'elle possède le domaine de Pintorp, aucune source ne la décrit comme cruelle. Vraisemblablement, la personne la plus probable concernée par cette légende serait Barbro Eriksdotter (Bielke). Anna Karlsdotter est cependant connue pour être une femme d'affaires ferme et dure, n'hésitant pas à s'impliquer dans des conflits et des affaires judiciaires concernant l'héritage et les litiges fonciers. Au cours des années 1520, elle aurait été impliquée dans un certain nombre d'affaires judiciaires concernant le domaine foncier avec plusieurs membres du conseil royal.  Contrairement à sa fille Ebba Eriksdotter Vasa et sa petite-fille Margaret Leijonhufvud, lady Anna Karlsdotter ne semble pas être une partisane de l'église catholique. Dans ses ambitions commerciales, elle profite de la nouvelle loi introduite par la Réforme suédoise, qui permet aux gens de retirer les biens donnés à l'église par leurs ancêtres conformément à la réduction de Gustav I de Suède, et confisque les biens de l'église de Skara, en rétractant les lettres de donation, de sa propre initiative et sans demander au roi l'autorisation nécessaire. En outre, elle est également réprimandée par le roi pour avoir agrandi ses domaines et fondé plus de fermes qu'elle n'est autorisée à le faire, ayant ainsi empiété à la fois sur les terres du roi et sur les terres communes de la paysannerie,. 